# Abbotsford and Northeastern Railroad
Die Abbotsford and Northeastern Railroad (A&NE) war eine Eisenbahngesellschaft in Wisconsin (Vereinigte Staaten). Sie betrieb die rund 24 Kilometer lange Bahnstrecke Abbotsford–Athens.

## Geschichte
Die Bahngesellschaft wurde am 12. April 1889 gegründet und beabsichtigte, die Stadt Athens über eine Querverbindung mit den in Nord-Süd-Richtung verlaufenden Hauptstrecken der Wisconsin Central Railroad und der Milwaukee Road zwischen Abbotsford und Wausau mit Zweig nach Merrill zu verbinden. Die Bauarbeiten begannen bald und am 1. Oktober 1889 ging der erste Abschnitt von Abbotsford an der Wisconsin Central bis Athens in Betrieb. Dabei sollte es jedoch bleiben, der Bahngesellschaft gingen die finanziellen Mittel aus und die dünne Besiedlung des Gebiets östlich von Athens verhinderte den Weiterbau.
Der Personenverkehr war spärlich. Der Fahrplan vom 18. November 1909 sah ein werktägliches Zugpaar vor sowie ein weiteres, das nur montags, mittwochs und samstags verkehrte. Die Züge benötigten eine Stunde für die Gesamtstrecke.
Am 1. Februar 1910 erwarb die Wisconsin Central die Bahn. Sie war ihrerseits seit 1909 in Besitz der Soo Line Railroad. Die Strecke ist heute stillgelegt.